# OGLE-TR-182
OGLE-TR-182 — жёлтая звезда главной последовательности, похожая на наше Солнце. Находится в созвездии Киля, поэтому её наблюдение возможно только в Южном полушарии, а в Северном полушарии только вблизи экватора или в низких широтах. Видна только в очень мощный наземный телескоп.

## Планетная система
OGLE-TR-182 b — планета класса транзитных горячих гигантов. Радиус эффективной земной орбиты — 1.19 а. е. Открыта 28 октября 2007 года группой учёных во главе с Фредериком Понтом (Frédéric Pont).

## Изображения
Гал.долгота 290,9067° 

Гал.широта −0.6307° 

Расстояние 12 700 св. лет